# Blixt (1898)
Blixt, officiellt HM Torpedbåt Blixt, var en torpedbåt i svenska flottan. Hon var det första fartyget av elva i Blixt-klass, som hon bildade tillsammans med Meteor, Stjerna, Orkan, Bris, Vind, Virgo, Mira, Orion, Sirius och Kapella. Huvudbestyckningen utgjordes av två 38 cm torpedtuber, en i fören och en på akterdäck, och den sekundära bestyckningen av två snabbskjutande 47 mm kanoner. Blixt byggdes på Karlskrona örlogsvarv och sjösattes den 26 juli 1898. I december samma år levererades hon till Marinen. 1921 omklassades Blixt till vedettbåt med beteckningen V27 och i samband med detta togs torpedtuben på akterdäck bort. Under Andra världskriget ingick fartyget i Malmöavdelningen tillsammans med fyra av sina systrar. Blixt utrangerades den 13 juni 1947.